# Сато, Дзюнъя
Дзюнъя Сато (佐藤純彌 род. 6 ноября 1932, Токио, Япония — ум. 9 февраля 2019, Токио) — японский кинорежиссёр и сценарист. Относится к числу наиболее успешных в коммерческом плане японских режиссёров 1970-х — 1980-х годов. У Сато также есть репутация культового режиссёра среди небольшого числа его поклонников за его ранние, более авторские работы. В 2008 году Дзюнъя Сато за заслуги в области культуры был удостоен Ордена Восходящего солнца IV степени. Сын Дзюнъи Сато — режиссёр телевизионных фильмов и сериалов Тооя Сато.

## Биография

### Ранние годы
Дзюнъя Сато родился в семье известного учителя кэндо и учёного Канъити Сато. Старший брат будущего кинорежиссёра — Дзюнъити Сато, известный в Японии лингвист, почётный профессор Токийского университета, специализирующийся на русском языке, автор ряда японских учебников и словарей русского языка. После окончания Токийской муниципальной неполной средней школы (ныне она называется Hibiya High School) Дзюнъя Сато учился в Токийском университете на филологическом факультете, изучая французскую литературу. Окончив университет в 1956 году трудоустроился в кинокомпанию «Тоэй». До своего режиссёрского дебюта был ассистентом таких мэтров, как Дайскэ Ито, Тадаси Имаи и Миёдзи Иэки. В 1961 году был помощником режиссёра Кодзи Ота на съёмках фантастического фильма «Вторжение с Нептуна» (одном из первых фильмов с участием будущей звезды Синъити Тиба).

### Карьера в кино
В его дебютной постановке — фильме «История о жестокости в армии» (1963, в главной роли Рэнтаро Микуни) рассказывалось о бесчеловечном обучении новобранцев в японской армии времён Второй мировой войны. За свой первый фильм был удостоен премии «Голубая лента» в номинации «Дебютант года». Его гангстерские фильмы 1960-х, в сравнении с большинством кинолент этого жанра того периода, казались более реалистичными, предвосхищая манеру якудза эйга 1970-х. Три фильма из серии «Организованная преступность», основанные на тех же событиях, что и серия Киндзи Фукасаку «Битвы без чести и жалости» (Jingi naki tatakai), заслужили похвалу критиков за их бескомпромиссный показ борьбы за выживание в Японии эпохи послевоенной американской оккупации. Подобной темы режиссёр касался в «Подлинной хронике пыток Гиндзы» (1973), повествующей о демобилизованных солдатах, обращающихся к преступности. В этих фильмах Сато имел тенденцию сосредотачиваться на персонаже, борющемся против системы и власти. Элемент социальной критики присутствовал также в двух романтических мелодрамах «Красная порода» (1964), рассказывающий о проститутке, чьё прошлое разрушает её надежды на счастье, и «Страсть» (1966), о мужчине, разрывающемся между двумя любовницами.
Дзюнья Сато был постановщиком самых больших хитов в карьере звезды Кэна Такакуры. Снятый в жанре вестерна фильм «Странствующий мститель» (1968) рассказывал историю японца в Америке XIX века, вынужденного мстить за смерть своих родителей. «Голго 13» (1973) — адаптация для кино манги о профессиональном киллере, выполняющем задание на Ближнем Востоке. «109-й идёт без остановок» («Бомба в поезде», 1975), о бомбе, заложенной в скоростной экспресс «Хикари» и запрограммированной на взрыв при снижении скорости поезда до 80 к/м в час, отчасти вдохновил создателей голливудского боевика «Скорость» (1994, реж. Ян Де Бонт). Особым успехом в прокате СССР (фильм был кассовым хитом и в других странах: Китае, ГДР, Чехословакии…) пользовался остросюжетный триллер Дзюнъи Сато «Опасная погоня» (1976). В нём рассказывалось о ложно обвинённом в изнасиловании прокуроре Мариоке, вынужденном бежать из под ареста, дабы начать собственное расследование случившегося и доказать свою невиновность. Ещё один криминальный боевик «Никогда не сдаваться» (1978) рассказывал о расследовании убийства жителей деревни, которое грозило разоблачению политической коррупции.
В советском прокате был ещё один хит Дзюнъи Сато — «Испытание человека» (1977) с участием популярных звёзд японского кино Марико Окады и Тосиро Мифунэ, а также приглашённых из Голливуда Джорджа Кеннеди и Бродерика Кроуфорда. В фильме показана трагическая история матери, убившей своего сына, который был плодом насилия американского солдата. Кинлента была рекордсменом японского бокс-офиса 1977 года, собрав 4 млн зрителей и заняв первую строчку в рейтинге, впервые в истории национального проката обойдя по кассовым сборам американские боевики.
В 1980-е — 1990-е годы Дзюнъя Сато сотрудничал с русскими и китайскими кинематографистами. Фильм совместного производства СССР и Японии «Путь к медалям» (1980, сорежиссёр с советской стороны — Никита Орлов) — о дружбе и спортивном соперничестве двух волейболисток, японки и русской. В 1981 году, после смерти старейшего мастера японской кинорежиссуры Нобору Накамуры, Дзюнъя Сато взялся завершить начатый им фильм «Мастера го» совместного производства Японии и Китая (выход на экран — 1982, сорежиссёр с китайской стороны Дуань Цзишунь). В киноленте использованы отношения между китайским и японским игроками в го в качестве микрокосма проблемных взаимоотношений между двумя странами в XX веке. Фильм был удостоен Гран-при Монреальского международного кинофестиваля, а в Китае специальных премий «Золотой петух» и Huabiao Film Awards. Его следующей совместной работой с китайскими кинематографистами стала экранизация одноимённого романа Ясуси Иноуэ «Дуньхуан» («Шёлковый путь», 1988). В фильме снимались японские актёры, но действие целиком происходит в Китае XI века, где показана история романа между молодым учёным и принцессой на фоне увлекательных приключений в попытке спасти коллекцию буддийских артефактов. Эта работа Сато получила множество японских наград, в том числе премии Японской академии за лучший фильм и лучшую режиссуру, премию «Голубая лента» за лучший фильм.
В 1992 году на экраны вышла ещё одна совместная российско—японская постановка «Сны о России». Основанный на фактах и одноимённом историческом романе Ясуси Иноуэ, фильм-сага рассказывает о японском капитане Дайкокуя Кодаю, который в XVIII веке вместе со своей командой провёл девять лет в России после того, как его корабль потерпел кораблекрушение в районе Алеутских островов. Кинолента имела большой бюджет, были привлечены популярные актёры: от Японии — Кэн Огата, от России Олег Янковский и Евгений Евстегнеев, а также французская звезда Марина Влади в роли императрицы Екатерины II. В России фильм практически не видели, в те смутные времена 1992 года у нас было не до кино, кинопрокат был практически разрушен, а на экранах демонстрировались второсортные американские картины. В Японии же киноленту ожидал заслуженный зрительский успех и 3 премии Японской академии (из 8 номинаций). Картина получила также Приз зрительских симпатий на Международном кинофестивале в Сан-Паулу.
Неуклюжая фантастическая лента «Пекинский человек» (1997) появилась на экранах как калька с голливудского блокбастера Стивена Спилберга «Парк Юрского периода» (1993), но, увы, по всем параметрам не дотягивающая до оригинала, хотя и удостоилась награды Японской академии за спецэффекты. В фильме показана история китайских и японских учёных, поссорившихся при воссоздании раннего человека из сохранившегося ДНК.
В 2005 году Дзюнъя Сато возвращается к крупнобюджетному кино и приступает к масштабному проекту «Ямато», рассказу о фатальных последствиях миссии знаменитого военного линкора Второй мировой войны. Картина по выходе на экраны была встречена неоднозначно и была довольно спорной. Некоторые критиковали фильм за то, что он сделан во славу военщины, в то время как другие увидели в нём антивоенное произведение. Как бы там ни было, но фильм получил ряд наград, в том числе за лучшую режиссуру (премия «Голубая лента»).
В последней своей киноленте «Инцидент у ворот Сакурада» (2010) режиссёр впервые обращается к жанру дзидайгэки, поведав с экрана реальную историю, произошедшую 24 марта 1860 года, когда возле ворот Сакурада был убит глава японского правительства Наоскэ Ии.
За более чем полвека работы в киноиндустрии Дзюнъя Сато снял по японским меркам не так уж много — 38 кинолент, написал сценарии к 13 фильмам. Но он много работал ещё и на телевидении, где поставил ряд успешных сериалов, в том числе вместе с Киндзи Фукасаку был одним из режиссёров популярного гангстерского сериала «Джи-Мен '75» (1977—1982). Карьеру на телевидении сделал и его сын Тооя Сато (род. 11.04.1950), став как и отец режиссёром и снимая ТВ фильмы и мини-сериалы.

## Награды
В 2008 году за заслуги в области культуры Дзюнъя Сато был награждён Орденом Восходящего солнца IV степени.

## Премии и номинации
| Награда                                 | Год  | Категория                                                             | Фильм                                                      | Результат |
| --------------------------------------- | ---- | --------------------------------------------------------------------- | ---------------------------------------------------------- | --------- |
| Кинопремия Японской академии            | 1987 | Лучший режиссёр                                                       | История Наоми Уэмуры (Потерянный в пустыне)                | Номинация |
| Кинопремия Японской академии            | 1989 | Лучший режиссёр                                                       | Дуньхуан (Шёлковый путь)                                   | Победа    |
| Кинопремия Японской академии            | 2007 | Лучший режиссёр                                                       | Ямато                                                      | Номинация |
| Кинопремия «Голубая лента»              | 1964 | Лучший дебютант                                                       | История о жестокости в армии Возвращение шахматного короля | Победа    |
| Кинопремия «Голубая лента»              | 1989 | Лучший фильм                                                          | Дуньхуан (Шёлковый путь)                                   | Победа    |
| Кинопремия «Голубая лента»              | 2006 | Лучший режиссёр                                                       | Ямато                                                      | Победа    |
| Кинопремия «Кинэма Дзюмпо»              | 1976 | Лучший фильм                                                          | 109-й идёт без остановок (Бомба в поезде)                  | Победа    |
| Кинопремия «Майнити»                    | 1979 | Приз зрительских симпатий по выбору читателей газеты «Майнити симбун» | Никогда не сдаваться                                       | Победа    |
| Кинопремия «Майнити»                    | 1987 | Приз зрительских симпатий по выбору читателей газеты «Майнити симбун» | История Наоми Уэмуры (Потерянный в пустыне)                | Победа    |
| Nikkan Sports Film Award                | 2006 | Премия им. Юдзиро Исихары                                             | Ямато                                                      | Победа    |
| Монреальский кинофестиваль              | 1983 | Гран-при за лучший фильм                                              | Мастера го (ex aequo — Дуань Цзишунь)                      | Победа    |
| Монреальский кинофестиваль              | 1991 | Премия экуменического жюри                                            | Мастера го (ex aequo — Дуань Цзишунь)                      | Победа    |
| Международный кинофестиваль в Сан-Паулу | 1992 | Приз зрительских симпатий                                             | Сны о России                                               | Победа    |

## Фильмография
| Год         | Название по-русски                                                   | Оригинальное название               | Название на ромадзи                       | Английское название в международном прокате              | Исполнители главных ролей                                         |
| ----------- | -------------------------------------------------------------------- | ----------------------------------- | ----------------------------------------- | -------------------------------------------------------- | ----------------------------------------------------------------- |
| 1960-е годы |                                                                      |                                     |                                           |                                                          |                                                                   |
| 1963        | «История о жестокости в армии»                                       | 陸軍残虐物語                        | Rikugun zangyaku monogatari               | Cruel Story of the Army / Story of Military Cruelty      | Рэнтаро Микуни, Ёси Като, Садако Савамура                         |
| 1963        | «Возвращение шахматного короля»                                      | 続・王将                            | Zoku ôsho                                 | The Chess Master Returns                                 | Рэнтаро Микуни, Синдзиро Эхара, Ёсико Мита                        |
| 1964        | «Красная порода»                                                     | 廓育ち                              | Kuruwa sodachi                            | Red Light Breed                                          | Ёсико Мита, Кацуо Накамура, Сэйдзи Миягути                        |
| 1966        | «Страсть»                                                            | 愛欲                                | Aiyoku                                    | Passion / The Grapes of Passion                          | Рэнтаро Микуни, Ёсико Сакума, Ёсико Мита                          |
| 1967        | «Организованная преступность»                                        | 組織暴力                            | Soshiki bôryoku                           | Organized Crime                                          | Тэцуро Тамба, Синъити Тиба, Хисаси Игава                          |
| 1967        | «Организованная преступность 2»                                      | 続組織暴力                          | Zoku soshiki bôryoku                      | Organised Crime 2                                        | Тэцуро Тамба, Фумио Ватанабэ, Рёхэй Утида                         |
| 1968        | «Странствующий мститель»                                             | 荒野の渡世人                        | Koya no toseinin                          | The Drifting Avenger                                     | Кэн Такакура, Юдит Робертс, Такаси Симура                         |
| 1969        | «---»                                                                | 旅に出た極道                        | Tabi ni deta gokudo                       | The Fast Liver’s Return Trip from Prison                 | Томисабуро Вакаяма, Бунта Сугавара, Фумио Ватанабэ                |
| 1969        | «Организованная преступность 3»                                      | 組織暴力 兄弟盃                     | Soshiki boryoku: kyodai sakazuki          | Organised Crime: Loyalty Offering Brothers               | Бунта Сугавара, Нобору Андо, Тэцуро Тамба                         |
| 1969        | «Босс японской банды и убийца»                                       | 日本暴力団 組長と刺客               | Nihon boryoku-dan: kumicho to shikaku     | Japan’s Violent Gangs: The Boss and the Killers          | Кодзи Цурута, Такаси Симура, Тэцуро Тамба                         |
| 1970-е годы |                                                                      |                                     |                                           |                                                          |                                                                   |
| 1970        | «---»                                                                | 日本ダービー 勝負                   | Nippon dabi katsukyu                      | Japanese Derby: The Match                                | Тацуя Михаси, Бунта Сугавара, Кэн Такакура                        |
| 1970        | «Последний камикадзе»                                                | 最後の特攻隊                        | Saigo no tokkôtai                         | The Last Kamikaze                                        | Кодзи Цурута, Кэн Такакура, Синъити Тиба                          |
| 1971        | «Жестокая банда перевооружается»                                     | 暴力団再武装                        | Boryokudan sai buso                       | Violent Gang Re-arms                                     | Кодзи Цурута, Томисабуро Вакаяма, Тэцуро Тамба                    |
| 1971        | «Игрок переходит в наступление»                                      | 博徒斬り込み隊                      | Bakuto kirikomi-tai                       | Gamblers’ Counterattack                                  | Кодзи Цурута, Томисабуро Вакаяма, Тэцуро Тамба                    |
| 1972        | «Банда против банды: Красно-чёрный блюз»                             | ギャング対ギャング 赤と黒のブルース | Gyangu tai gyangu: Aka to kuro no burûsu  | Gang vs. Gang: Red and Black Blues                       | Кодзи Цурута, Нобору Андо, Цунэхико Ватасэ                        |
| 1972        | «Ссора с якудзой»                                                    | やくざと抗争                        | Yakuza to kôsô                            | Yakuza and Feuds                                         | Нобору Андо, Бунта Сугавара, Цунэхико Ватасэ                      |
| 1973        | «Ссора с якудзой 2»                                                  | やくざと抗争 実録安藤組             | Yakuza to kôsô: Jitsuroku Andô-gumi       | Yakuza and Feuds: The True Account of the Ando Gang      | Тэцуро Тамба, Нобору Андо, Эйдзи Го                               |
| 1973        | «Подлинная хроника пыток Гиндзы»                                     | 実録 私設銀座警察                   | Jitsuroku: Shisetsu Ginza keisatsu        | True Account of Ginza Tortures                           | Нобору Андо, Цунэхико Ватасэ, Тацуо Умэмия                        |
| 1973        | «Подлинная хроника банды Андо: История нападения»                    | 実録安藤組 襲撃篇                   | Jitsuroku Andô-gumi: Shûgeki-hen          | True Account of the Ando Gang: Story of Attack           | Нобору Андо, Тэцуро Тамба, Тацуо Умэмия                           |
| 1973        | «Голго 13» (Япония — Иран)                                           | ゴルゴ１３                          | Gorugo 13                                 | Golgo 13                                                 | Кэн Такакура, Пури Банеай, Мохсен Сохраби, Али Деган              |
| 1974        | «Чудо острова Луханг: Армейская школа Накано»                        | ルパング島の奇跡 陸軍中野学校       | Lubang tô no kiseki: Rikugun Nakano gakkô | The Miracle of Luhang Island: Nakano Army School         | Синъити Тиба, Исао Нацуяги, Бунта Сугавара                        |
| 1975        | «109-й идёт без остановок»                                           | 新幹線大爆破                        | Shinkansen daibakuha                      | Bullet Train                                             | Кэн Такакура, Синъити Тиба, Кэн Уцуи                              |
| 1976        | «Опасная погоня»                                                     | 君よ噴怒の河を渉れ                  | Kimi yo fundo no kawa wo watare           | Manhunt                                                  | Кэн Такакура, Ёсио Харада, Рё Икэбэ                               |
| 1977        | «Испытание человека» (Япония — США)                                  | 人間の証明                          | Ningen no shômei                          | Proof of the Man                                         | Марико Окада, Тосиро Мифунэ, Юсаку Мацуда                         |
| 1978        | «Никогда не сдаваться»                                               | 野性の証明                          | Yasei no shômei                           | Never Give Up                                            | Кэн Такакура, Рэнтаро Микуни, Тэцуро Тамба                        |
| 1980-е годы |                                                                      |                                     |                                           |                                                          |                                                                   |
| 1980        | «Путь к медалям» (СССР — Япония, сорежиссёр — Никита Орлов)          | 甦れ魔女                            | Yomigaere majo                            | The Resurrected Witch                                    | Татьяна Ташкова (Татьяна Васильева), Тэрухико Сайго, Тэцуро Тамба |
| 1980        | «---»                                                                | 遙かなる走路                        | Harukanaru sôro                           | The Resurrected Witch                                    | Косиро Мацумото (Сомэгоро Итикава), Ёко Цукаса                    |
| 1982        | «Мастера го» (Япония — Китай, сорежиссёр — Дуань Цзишунь)            | 未完の対局                          | Mikan no taikyoku                         | The Go Masters                                           | Рэнтаро Микуни, Нобуко Отова, Кэйко Мацудзака                     |
| 1983        | «Театр жизни»                                                        | 人生劇場                            | Jinsei gekijo                             | Theater of Life                                          | Кэйко Мацудзака, Тосиюки Нагасима, Тосиро Мифунэ                  |
| 1984        | «Кукай»                                                              | 空海                                | Kûkai                                     | Koho Daishi                                              | Кинъя Китаодзи, Маюми Огава, Тэцуро Тамба                         |
| 1986        | «История Наоми Уэмуры» («Потерянный в пустыне»)                      | 植村直己物語                        | Uemura Naomi monogatari                   | The Story of Naomi Uemura / Lost in the Wilderness       | Тосиюки Нисида, Тиэко Байсё, Нобуко Отова, Рё Икэбэ               |
| 1988        | «Дуньхуан» («Шёлковый путь», Япония — Китай)                         | 敦煌                                | Tonkô                                     | The Silk Road                                            | Тосиюки Нисида, Коити Сато, Анна Накагава                         |
| 1990-е годы |                                                                      |                                     |                                           |                                                          |                                                                   |
| 1992        | «Сны о России» (Россия — Япония)                                     | おろしや国酔夢譚                    | O-Roshiya-koku suimu-tan                  | Dream of Russia                                          | Кэн Огата, Олег Янковский, Марина Влади                           |
| 1992        | «Держи меня и поцелуй меня»                                          | 私を抱いてそしてキスして            | Watashi o daite soshite kisu shite        | Hold Me and Kiss Me                                      | Ёко Минамино, Хидэкадзу Акай, Такахиро Тамура                     |
| 1994        | «Человек со сверхъестественной силой: Путешественник к неизвестному» | 超能力者 未知への旅人               | Chounouryoku-sha — Michi eno tabibito     | The Man With Supernatural Powers: Voyager to the Unknown | Томокадзу Миура, Миэко Харада, Тэцуро Тамба                       |
| 1997        | «Пекинский человек»                                                  | 北京原人 Who are you?               | Pekin genjin                              | Peking Man                                               | Наото Огата, Кинъя Китаодзи, Тэцуро Тамба                         |
| 2000-е годы |                                                                      |                                     |                                           |                                                          |                                                                   |
| 2005        | «Ямато»                                                              | 男たちの大和 YAMATO                 | Otoko-tachi no Yamato                     | Battleship Yamato / Yamato                               | Такаси Соримати, Кэнъити Мацуяма, Тацуя Накадай                   |
| 2010-е годы |                                                                      |                                     |                                           |                                                          |                                                                   |
| 2010        | «Инцидент у ворот Сакурада»                                          | 桜田門外ノ変                        | Sakuradamon-gai no hen                    | Sakurada Gate Incident                                   | Такао Осава, Кёко Хасэгава, Кинъя Китаодзи                        |

## Комментарии
1. ↑  В советском прокате фильм демонстрировался с июля 1990 года. Р/у Госкино СССР № 201277. Первоначально Госкино СССР планировало выпустить фильм в советский прокат под названием «Бомба в поезде», именно под этим названием фильм и анонсировался в методических пособиях для работников кинопроката — опубликовано: «Аннотированный каталог фильмов III квартала 1990 года», М.: Госкино СССР, В/О «Союзинформкино» — 1990, С. 27.; Перед самым выпуском на экран русское название изменили на «109-й идёт без остановки» — опубликовано: журнал для работников кинопроката «Новые фильмы» август/1990 стр. 19.
2. ↑  В советском прокате фильм демонстрировался с августа 1977 года, р/у Госкино СССР № 2162/77 (до 16 мая 1984 года) — опубликовано: «Аннотированный каталог фильмов действующего фонда: Зарубежные художественные фильмы», В/О «Союзинформкино» Гл. упр. кинофикации и кинопроката Госкино СССР, М.-1980, С. 149.
3. ↑  В советском прокате фильм демонстрировался с сентября 1979 года, р/у Госкино СССР № 2087/79 — опубликовано: «Аннотированный каталог фильмов действующего фонда: Зарубежные художественные фильмы», В/О «Союзинформкино» Гл. упр. кинофикации и кинопроката Госкино СССР, М.-1980, С. 85.